# Comtat de Bourges
El comtat de Bourges fou una jurisdicció feudal d'Aquitània, formada per la regió del Berry amb capital a Bourges.
Fou comtat sota els merovingis (i potser abans amb els visigots); es coneixen tres comtes d'època merovingia. El primer Bolló o Olló que era comte el 585 quan primer va fer costat i després va matar el rebel Gondebald. El 642 apareix Sigealic que és esmentat també com a comte i bisbe de Tours i era el suposat pare de Sant Cirà. Vers 700 i 738 s'esmenta a Agà (Aganus).
El 761 Pipí el Breu va nomenar comte a Humbert I o Cunibert que fou aliat de Waifré d'Aquitània i que podria ser el fill del pipínida Godefred i de Pompònia, filla d'Optat bisbe de Bourges, i casat amb una neta d'Agà. Una altra teoria diu que Cunibert i Humbert foren dos comtes diferents, el primer nomenat per Waifré i desterrat de Bourges per Pipí del 763 al 767, i el segon un comte nomenat per Carlemany el 778. El rei Carlemany va substituir Humbert per Esturmí després del 778 en data incerta. Al mateix temps el rei va nomenar Icteri (Ithier) com a comte d'Alvèrnia, Videbald com a comte de Perigord, i altres. Vers el 800 Ebroí, bisbe de Bourges, apareix esmentat amb títol de comte, però no se segur que fos comte de Bourges; es creu que podria ser fill d'Humbert I. El 802 apareix com a comte Wicfred, suposat fill d'Ebroí i descendent segur d'Humbert I. Wicfred estava casat a Oda i fou el pare d'Aiga, l'esposa del nibelúngida Robert, comte palatí el 822. Wicfre va morir el 838 i va esdevenir comte Humbert II de desconegut origen, que va morir vers el 855; la seva vídua es va casar el 862 amb el rei d'Aquitània Carles l'Infant, segon fill de Carles el Calb. El 855 fou nomenat comte Gerard, també de desconegut origen, identificat sovint amb Gerard del Roselló; el 867 Gerard fou desposseït i nomenat al seu lloc Egfrid o Acfred, que ja havia aparegut a Tolosa el 842 segurament com lloctinent de Guerí de Provença. Gerard es va oposar a ser desposseít i va resistir a Egfrid amb les armes a la mà; el 868 Gerard va derrotar a Egfrid i el va fer presoner, sent executat; Gerard va conservar el comtat. El 872 el rei va donar els honors de Gerard del Rosselló a Provença (el ducat de Lió i alguns comtats) al seu cunyat Bosó (conegut com a Bosó de Vienne o de Provença) i hauria rebut llavors el comtat de Bourges; Gerard del Roselló es va retirar a les seves propietats i va morir el 874; Bosó en tot cas va rebre el comtat de Boruges dins el lot de béns que havien estat de Gerard o per decisió reial. En la reorganització de comtats del 876 Carles el Calb va donar Bourges a Bernat de Gòtia.
El 877 es va produir la rebel·lió general: Bosó de Provença (Bosó de Vienne), Hug l'Abat marquès de Nèustria, Bernat Plantapilosa de Tolosa i Alvèrnia i Bernat de Gòtia, marquès de Gòtia i Septimània, i comte de Berry i marquès d'Aquitània i comte d'Autun es revoltaren. Carles el Calb va morir el 6 d'octubre de 877 però els rebels van continuar contra el seu fill i successor Lluís el Tartamut. Però el bisbe Hincmar de Reims va apartar a Bosó, Plantapilosa i Hug l'Abat de la coalició rebel, a la que restaren Bernat de Gòtia amb el seu germà Emenó, el seu oncle l'abat Goslí de Saint Denis, i l'altre oncle Jofré o Geoffroi de Maine. Lluís el Tartamut fou coronat el 8 de desembre de 877. El rei va aconseguir sotmetre el Maine i els seus aliats, i el Papa va convocar un Concili a Troyes per condemnar a Bernat de Gòtia per la seva actuació contra Frotari bisbe de Bourges i usurpador de béns eclesiàstics. L'11 de setembre del 878 el rei procedí a expropiar a Bernat dels seus honors. Teodoric, el cambrer reial va rebre Autun; Plantapilosa el Berry i part de Septimània; i Guifré I d'Urgell i Cerdanya i el seu germà Miró el Vell de Conflent van rebre Barcelona, Osona, Girona, Besalú i Rosselló. Plantapilosa era parent d'Egfrid però el parentiu és incert. A la mort de Plantapilosa el 886 els comtats ja eren hereditaris i els drets van passar a Guillem I el Pietós (Guillem III d'Aquitània)
mort el 918 sent succeït pel seu nebot Guillem II el Jove (Guillem IV d'Aquitània) mort el 926. En aquest any el rei Raül de França va surpimir el comtat que va esdevenir un vescomtat dependent directament de la corona.
Vegeu: Vescomtat de Bourges

## Llista de comtes
| vers 585        | Bolló o Olló                                                                     |
| vers 642        | Sigealic                                                                         |
| vers 700 i 738  | Aganus o Agà                                                                     |
| 761-778         | Cunibert I i/o Humbert I                                                         |
| després del 778 | Esturmí                                                                          |
| vers 800        | Ebroí, bisbe de Bourges (789-810/820), comte a Aquitània el 800                  |
| 802-838         | Wicfred († 838)                                                                  |
| 838? -855       | Cunibert II o Humbert II                                                         |
| 855-867         | Gerard (Girard del Rosselló?                                                     |
| 867-868         | Egfrid                                                                           |
| 868-872         | Gerard                                                                           |
| 872-876         | Bosó (Bosó V de Provença) (vers 844 † 887) després rei de Provença               |
| 876-878         | Bernat de Gòtia († després de 879)                                               |
| 878-886         | Bernat Plantapilosa (841 - † 886)                                                |
| 889-918         | Guillem el Pietós (Guillem I d'Aquitània) (v. 841 † 918)                         |
| 918-926         | Guillem el Jove (Guillem II d'Aquitània) († 926), possessió de la corona 919-924 |